# ألفونسو فراغا
ألفونسو فراغا هو دبلوماسي ومحامي وسياسي كوبي، ولد في 1941 في هافانا في كوبا.